# Persilleøen
 Denne artikel bør gennemlæses af en person med fagkendskab for at sikre den faglige korrekthed.

Persilleøen (spansk: Isla del Perejil; engelsk: Perejil Island), er en ubeboet ø i Gibraltarstrædet, 200 meter fra Marokkos kyst og 5 km fra den spanske eksklave Ceuta. Både Spanien og Marokko kræver at have rettighederne til øen.
Selv om både Spanien og Marokko mener, de har rettighederne til øen, er begge enige om situationen, som den står nu, med Persilleøen som et forladt ingenmandsland.

## Navn
Navnet La Isla Perejil er spansk og betyder på dansk Persillens Ø. Oprindeligt hed øen Tura, som er berberisk og betyder "tom". I nogle marokkanske medier bliver øen en gang imellem omtalt som "Leila" eller "Laila" som er en afledning af det spanske "La Isla". På arabisk omtales øen nogle gange "Jazirat al-Ma'danus" (جزيرة معدنوس), som er en arabisk oversættelse af det spanske navn. I sin indsættelsestale den 30. juli 2002, nævnte den marokkanske konge dog udelukkende øen ved navnet Tura.

## Historie
Øen blev tidligt brugt af berbere til landbrug. Man har dog aldrig fundet spor af disse berbere på øen. I 1415 blev Persilleøen erobret af Portugal sammen med Ceuta. Fra 1580 til 1640 var Portugal og Spanien forenet i Den Iberiske Union, og da unionen brød sammen, forblev øen og Ceuta under spansk kontrol.
Både Spanien og Marokko mener, at øen tilhører deres territorium. I 2002 udmundede uenighederne i en væbnet konflikt. Øen var slet ikke alment kendt af mange spaniere og marokkanere, før en gruppe marokkanske soldater oprettede en militærbase på øen den 11. juli 2002, for at kunne overvåge flygtningestrømmen til Spanien. Spanien så dog øen som en del af sit territorium, og anså denne handling som en krænkelse af landets suverænitet. Begge lande erklærede øen tilhørende dem, Spanien med næsten hele EU i ryggen, bortset fra Frankrig og Portugal, og Marokko havde hele den Arabiske Liga som støtte, med undtagelse i Algeriet, som støttede Spaniens krav på herredømmet over øen. Om morgenen den 18. juli 2002, påbegyndte det spanske militær Operation Romeo-Sierra. Den militære operation var et samarbejde mellem det spanske luftvåben og flåden. På få timer fik de overtaget øen uden større modstand fra den marokkanske hær. Hele operationen blev ledet fra Guardia Civils hovedkvarter i Ceuta. De tilfangetagne marokkanske soldater blev fløjet til Ceuta og frigivet ved grænsen. Hen ad dagen blev det spanske militær afløst af Den Spanske Legion, som var til stede på øen indtil Marokko under pres fra USA gik med til at lade øen være ingenmandseje.

## Politik
Konflikten om øen bunder i mere end bare en lille klippeø ud for Marokko. Fra Marokkos side har man udtrykt bekymring for, at øen bliver brugt af smuglere og terrorister. Fra spansk side anså man Marokkos indtagelse af øen som en test, om Spanien ville forsvare Ceuta og Melilla mod et marokkansk angreb. Marokko har nemlig fremsat krav om en overtagelse af de spanske eksklaver samt en masse små klippeøer ved Marokkos kyst.
| Politik | Spire Denne artikel om politik og ideologi er en spire som bør udbygges. Du er velkommen til at hjælpe Wikipedia ved at udvide den. |

35°54′49″N 05°25′09″V / 35.91361°N 5.41917°V